# Deborah Mash
Deborah Mash (* 1952) ist Professorin der Neurologie und Pharmakologie an der University of Miami. Sie schrieb ihre Dissertation über die Alzheimersche Krankheit. Des Weiteren forschte sie über die Parkinson-Krankheit. Ihr Hauptinteresse gilt jedoch den neurologischen Aspekten des Drogenmissbrauchs.
1990 entdeckte sie mit ihrem Team den Metabolit Cocaethylen, der bei Mischkonsum von Alkohol und Kokain in der Leber gebildet wird und sowohl die euphorische Wirkung als auch die Gefährlichkeit des Kokains erhöht.
Anfang der 1990er Jahre startete sie in Zusammenarbeit mit Howard Lotsof ein Forschungsprojekt, um die suchtunterbrechenden Eigenschaften des Ibogains wissenschaftlich zu beweisen. Aufgrund eines Todesfalls in den Niederlanden in Verbindung mit Ibogain und wegen einer Studie an der Johns Hopkins, die eine Hirnschädigung durch Ibogain für möglich hält, wurde dieses Forschungsprojekt 1995 eingestellt.
Zur selben Zeit baute Mash auf der Karibikinsel St. Kitts mit Hilfe von privaten Investoren eine Klinik auf, in der seitdem Drogenabhängige mit Ibogain behandelt werden, wobei Mash zufolge etwa zwei Drittel der Patienten durch eine einmalige Behandlung  längerfristig abstinent blieben.
1997 kam es zu einem Rechtsstreit zwischen Mash und Lotsof, die sich schon seit längerem überworfen hatten und sich nun gegenseitig verklagten. Das Verfahren um Patentrechte wurde bisher weder geklärt noch eingestellt.
Seit Anfang 2005 wird die Ibogain-Forschung an der University of Miami unter der Leitung von Mash wieder fortgeführt, finanziert durch einen privaten, anonymen Spender.